# Бирючевская
Бирючевская — деревня в Верховажском районе Вологодской области.
Входит в состав Сибирского сельского поселения, с точки зрения административно-территориального деления — в Сибирский сельсовет.
Расстояние по автодороге до районного центра Верховажья — 47,5 км, до центра муниципального образования Елисеевской — 16,5 км. Ближайшие населённые пункты — Гнилужская, Ивановская, Елисеевская.
По переписи 2002 года население — 21 человек (9 мужчин, 12 женщин). Преобладающая национальность — русские (95 %).